# Дандок (Мериленд)
Дандок (енгл. Dundalk) насељено је место без административног статуса у америчкој савезној држави Мериленд.

## Демографија
По попису из 2010. године број становника је 63.597, што је 1.291 (2,1%) становника више него 2000. године.
| Група             | 2000.          | 2010.          |
| Белци             | 55.297 (88,8%) | 50.347 (79,2%) |
| Афроамериканци    | 4.680 (7,5%)   | 7.014 (11,0%)  |
| Азијати           | 460 (0,7%)     | 1.072 (1,7%)   |
| Хиспаноамериканци | 904 (1,5%)     | 3.158 (5,0%)   |
| Укупно            | 62.306         | 63.597         |